# ماپت‌ها (موسیقی متن)
ماپت‌ها:موسیقی متن فیلم اصلی والت دیزنی (انگلیسی: The Muppets) آلبومی از شرکت والت دیزنی رکوردز است که در ۲۲ نوامبر  ۲۰۱۱ برای فیلم موزیکال کمدی ماپت‌ها منتشر شد.